# Matthias Schweighöfer
Matthias Schweighöfer [maˈtiːas ˈʃvaɪkˌhøːfɐ] est un acteur, chanteur, auteur-compositeur, producteur, réalisateur et scénariste allemand, né le 11 mars 1981 à Anklam, à l'époque en République démocratique allemande, et aujourd'hui dans le Land de Mecklembourg-Poméranie-Occidentale en Allemagne.
En 2017, il sort son premier album intitulé Lachen Weinen Tanzen.

## Biographie
Matthias Schweighöfer naît à Anklam, à l'époque en République démocratique allemande, et aujourd'hui dans le Land de Mecklembourg-Poméranie-Occidentale en Allemagne, le 11 mars 1981. Il est le fils unique des acteurs Michael Schweighöfer (de) et Gitta Schweighöfer (de).
Il découvre très tôt la scène grâce à ses parents. Il joue pour la première fois à l'école dans la pièce l'Opéra de quat'sous de Bertolt Brecht. Après avoir obtenu son baccalauréat au lycée Dr.-Wilhelm-André à Chemnitz, il entre à l'Académie des arts dramatiques Ernst Busch mais interrompt ses études un an plus tard.

## Carrière
En 1997, à l'âge de 16 ans, il obtient son premier rôle à la télévision dans Raus aus der Haut dirigé par Andreas Dresen.
Jusqu'en 1999, il enchaîne les rôles dans des productions télévisées allemandes comme Spuk aus der Gruft (1997), ou Die Macht der Gedanken (1998), Dr. Stefan Frank – Der Arzt, dem die Frauen vertrauen (en 1999 dans l'épisode Der neue Mann ainsi que dans le 16e épisode), Leonardos Geheimnis, Siska et Spuk im Reich der Schatten (1999), Baal d'après Brecht.
À partir de 2000, Matthias Schweighöfer prend part à divers projets pour le cinéma et la télévision.
En 2001, il remporte le Prix de la télévision allemande (de) pour sa prestation dans le téléfilm Verbotenes Verlangen – Ich liebe meinen Schüler (2000) de Zoltan Spirandelli.
Dans la comédie Küss mich, Frosch, récompensée par le prix Erich Kästner-Fernsehpreis, inspirée du conte Le Roi Grenouille ou Henri de Fer des frères Grimm, il interprète le prince Dietbert von Tümpelberg.
Il apparaît dans les vidéoclips Ich bereue nichts de Silbermond, Bye bye de Cro, Eiserner Steg de Philipp Poisel ou encore Forever de Six60.
Matthias Schweighöfer fait aussi du doublage de voix. Ainsi, il prête sa voix à la tortue Sammy dans le film d'animation belge Le Voyage extraordinaire de Samy (2010). Dans l'adaptation du livre pour enfants Keinohrhase und Zweiohrküken réalisé par Maya Gräfin Rothkirch et Til Schweiger, il incarne le renard. En 2013, il double le chat Tonnerre dans la version allemande du Manoir magique (Das magische Haus).

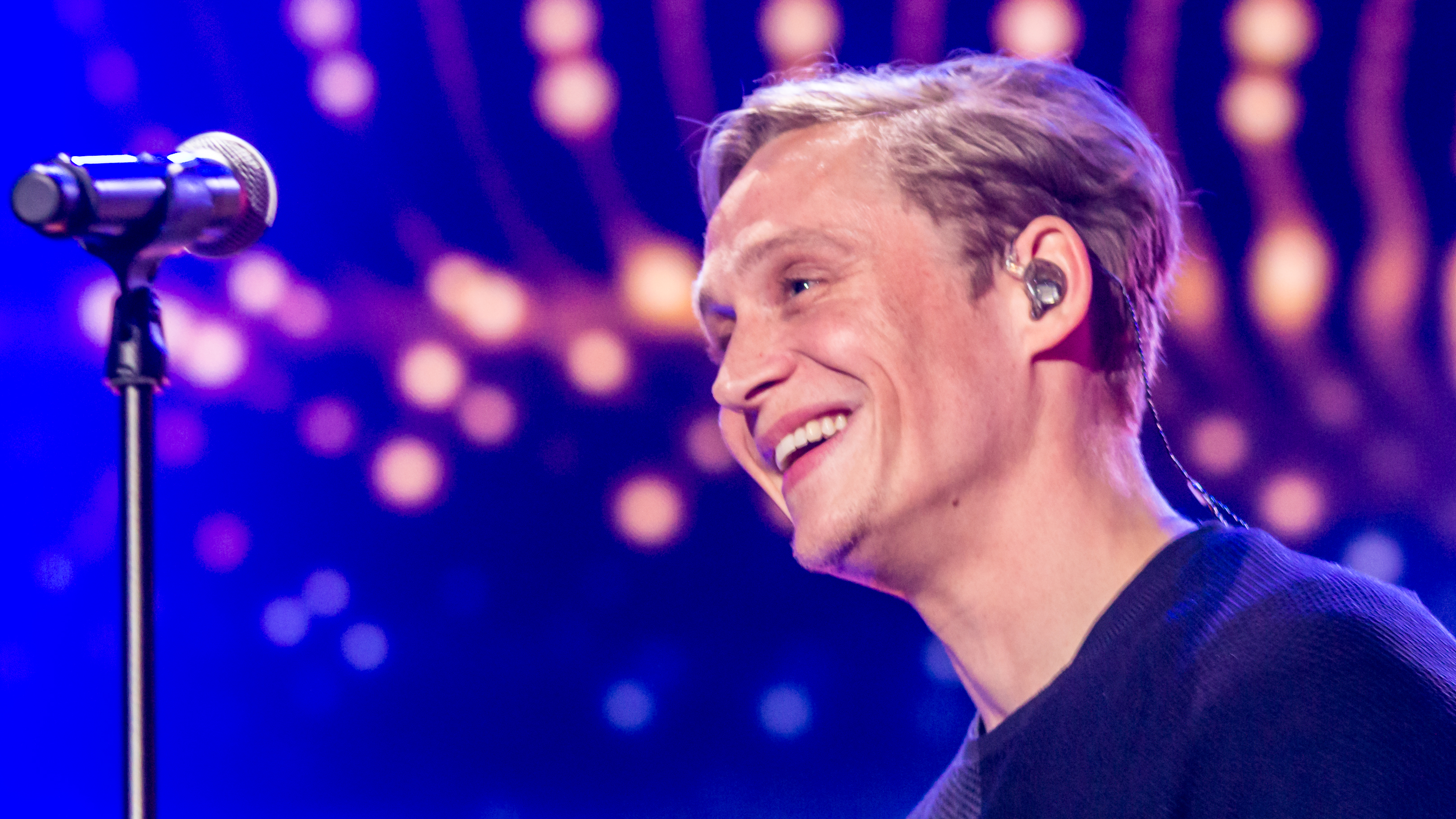
Matthias Schweighöfer en live en 2017.

En 2017, il sort l'album pop Lachen Weinen Tanzen.
La même année, il joue le rôle d'un Berlinois victime de piratage informatique dans la série allemande You Are Wanted, qu'il produit et réalise également. La série est diffusée sur Amazon Prime Video.

## Vie privée
En 2004, il rencontre l’assistante réalisatrice Angelika Ani Schromm. Ensemble, ils ont une fille, Greta Schweighöfer née en 2009 puis un fils, Valentin Schweighöfer né en 2014.
En 2009, le couple s'installe dans une ferme à Brandebourg. En janvier 2019, il annonce qu'ils sont séparés depuis début 2018.
Depuis janvier 2019, il est en couple avec l'actrice allemande Ruby O. Fee,.

## Filmographie
Sauf indication contraire, les informations mentionnées dans cette section peuvent être confirmées par la base de données cinématographiques IMDb,  présente dans la section « Liens externes ».

### Cinéma

#### Longs métrages
- 2000 : Freunde de Martin Eigler : Speedy
- 2001 : Herz über Kopf de Michael Gutmann : Dirk Bachmann
- 2001 : Mein Vater, die Tunte d'Uwe Janson : Jan Quinn
- 2002 : Terreur.point.com (FearDotCom) de William Malone : Dieter Schrader
- 2002 : Nachts im Park d'Uwe Janson : Hansen
- 2003 : Die Klasse von '99 - Schule war gestern, Leben ist jetzt de Marco Petry : Felix
- 2003 : Soloalbum de Gregor Schnitzler : Ben
- 2004 : La ligne de cœur (Kammerflimmern) d'Hendrik Hölzemann : Paul / Crash
- 2005 : Combat seize (Kombat Sechzehn) de Mirko Borscht : Daniel
- 2005 : Polly Blue Eyes de Tomy Wigand : Ronald "Ronny" Helske
- 2007 : Baron Rouge (Der Rote Baron) de Nikolai Müllerschön : Manfred von Richthofen
- 2007 : Das wilde Leben d'Achim Bornhak : Rainer Langhans
- 2007 : Keinohrhasen de Til Schweiger : Moritz
- 2007 : Fata Morgana de Simon Gross : Daniel
- 2008 : Der Architekt d'Ina Weisse : Jan Winter
- 2009 : Walkyrie (Valkyrie) de Bryan Singer : Lieutenant Franz Herber
- 2009 : Zweiohrküken de Til Schweiger : Moritz
- 2009 : Red Gallion : La légende du Corsaire Rouge (12 Meter ohne Kopf) de Sven Taddicken : Gödeke Michels
- 2009 : Night Train de Brian King : Frankie
- 2009 : Must Love Death d'Andreas Schaap : Un geek
- 2010 : Friendship! de Markus Goller : Tom
- 2010 : 3faltig d'Harald Sicheritz : Christl
- 2011 : What a Man de Torsten Künstler et lui-même : Alex
- 2011 : Jeux de rôles (Rubbeldiekatz) de Detlev Buck : Alex
- 2012 : Russendisko d'Oliver Ziegenbalg : Wladimir Kaminer
- 2013 : Frau Ella de Markus Goller : Sascha
- 2013 : Kokowääh 2 de Til Schweiger et Torsten Künstler : Matthias
- 2013 : Schlussmacher (de) de Torsten Künstler et lui-même : Paul Voigt
- 2013 : Keinohrhase und Zweiohrküken de Til Schweiger et Maya Gräfin Rothkirch : Le renard (voix)
- 2014 : Bibi et Tina : Complètement ensorcelée ! (Bibi & Tina : Voll verhext!) de Detlev Buck : Le prince charmant
- 2014 : Vaterfreuden (de) de Til Schweiger et Torsten Künstler : Felix
- 2014 : Irre sind männlich d'Anno Saul : Un invité de la fête (caméo)
- 2015 : Monsieur Nounou (Der Nanny) de Torsten Künstler et lui-même : Clemens Klina
- 2016 : Braquage à l'allemande (Vier gegen die Bank) de Wolfgang Petersen : Max
- 2016 : Robinson Crusoé de Ben Stassen et Vincent Kesteloot : Robinson Crusoé (voix)
- 2016 : Der geilste Tag de Florian David Fitz : Andi
- 2018 : Kursk de Thomas Vinterberg : Pavel Sonin
- 2018 : 100 Dinge de Florian David Fitz : Anton Katz
- 2018 : Hot Dog de Torsten Künstler : Theo Ransoff
- 2018 : Vielmachglas de Florian Ross : Erik Ruge
- 2019 : Resistance de Jonathan Jakubowicz : Klaus Barbie
- 2021 : Army of Thieves de lui-même : Sebastian Schlencht-Wöhnert / Ludwig Dieter
- 2021 : Army of the Dead de Zack Snyder : Ludwig Dieter
- 2021 : Hinterland de Stefan Ruzowitzky : Josef Severin
- 2022 : Les Nageuses (The Swimmers) de Sally El Hosaini : Sven Spannekrebs
- 2023 : Oppenheimer de Christopher Nolan : Werner Heisenberg
- 2023 : Agent Stone de Tom Harper : Valet de cœur
- 2023 : Family Switch de McG : Rolf
- 2023 : Girl You Know It's True de Simon Verhoeven : Frank Farian
- 2025 : Une enfance allemande Île d'Amrum, 1945 (Amrum) de Fatih Akin
- 2025 : Brick de Philip Koch : Tim

#### Courts métrages
- 2000 : 3 Tage 44 d'Oliver Dommenget : Albert
- 2000 : Mein Freund, seine Mutter und die Elbe de Kathi Liehrs : Tom
- 2000 : Fremdes Land de Stephan Rick : Thomas
- 2005 : Hypochonder de Maggie Peren : Felix Berthold Bux
- 2005 : Happy End de Sebastian Strasser : Junge

### Télévision

#### Séries télévisées
- 1998 : Docteur Stefan Frank (Dr. Stefan Frank - Der Arzt, dem die Frauen vertrauen) : Ingo Taschke
- 1998 - 1999 : Siska : Benny Daum / Sebastian Freese
- 2000 : Polizeiruf 110 : Daniel Cross
- 2001 / 2010 : Tatort : Jacky Bräutigam / Balthasar Staupen
- 2017 - 2018 : You Are Wanted : Lukas Franke
- 2022 : Straight Outta Crostwitz : Le manager
- 2026 : Vanished de Barnaby Thompson

#### Téléfilms
- 2000 : Le prince Grenouille (Küss mich, Frosch) de Dagmar Hirtz : Prince Dietbert[13]
- 2000 : Verbotenes Verlangen - Ich liebe meinen Schüler de Zoltan Spirandelli : Ben
- 2000 : Spuk im Reich der Schatten de Günter Meyer : Torsten
- 2002 : Die Freunde der Freunde de Dominik Graf : Gregor
- 2004 : Printemps glacial (Kalter Frühling) de Dominik Graf : Ben Lüders
- 2004 : Baal d'Uwe Janson : Baal
- 2005 : Schiller - La naissance d'un génie (Schiller) de Martin Weinhart : Friedrich Schiller
- 2006 : Lulu d'Uwe Janson : Jack l'éventreur
- 2007 : Ein spätes Mädchen d'Henk Handloegten : Felix
- 2009 : Ma vie est un livre (Mein Leben – Marcel Reich-Ranicki) de Dror Zahavi : Marcel Reich-Ranicki de 16 à 38 ans

### Réalisateur
- 2011 : What a Man (de) (coréalisé avec Torsten Künstler)
- 2013 : Schlussmacher (de) (coréalisé avec Torsten Künstler)
- 2014 : Vaterfreuden (de)
- 2015 : Monsieur Nounou (Der Nanny) (coréalisé avec Torsten Künstler)
- 2017 - 2018 : You Are Wanted (série télévisée)
- 2021 : Army of Thieves

### Producteur
- 2011 : What a Man de lui-même et Torsten Künstler
- 2013 : Frau Ella de Markus Goller
- 2013 : Schlussmacher (de) de lui-même et Torsten Künstler
- 2014 : Vaterfreuden (de) de Til Schweiger et Torsten Künstler
- 2015 : Monsieur Nounou (Der Nanny) de lui-même et Torsten Künstler
- 2015 : Highway to Hellas d'Aron Lehmann
- 2016 : Der geilste Tag de Florian David Fitz
- 2016 : Jack l'éventreur : une femme à ses trousses (Jack the Ripper) de Sebastian Niemann (téléfilm)
- 2017 : Cœur de rockeur (Rockstars zähmt man nicht) de Kai Meyer-Ricks (téléfilm)
- 2017 - 2018 : You Are Wanted (3 épisodes)
- 2018 : Hot Dog de Torsten Künstler
- 2018 : Vielmachglas de Florian Ross
- 2019 : Abikalypse d'Adolfo J. Kolmerer
- 2020 : Resistance de Jonathan Jakubowicz
- 2020 : Takeover de Florian Ross
- 2021 : Army of Thieves de lui-même

### Scénariste
- 2011 : What a Man de lui-même et Torsten Künstler
- 2014 : Vaterfreuden (de) de Til Schweiger et Torsten Künstler
- 2015 : Monsieur Nounou (Der Nanny) de lui-même et Torsten Künstler
- 2017 : Voor elkaar gemaakt de Martijn Heijne

### Discographie

#### Album studio
- 2017 : Lachen Weinen Tanzen
- 2018 : Wenn ich dich singen hör

## Distinctions

### Nominations
- 2023 : CinEuphoria Awards (es) du meilleur acteur dans un second rôle dans un drame biographique pour Resistance